# Mazagan Beach Resort
Mazagan Beach & Golf Resort est un site touristique marocain de luxe, sur la côte Atlantique, à 84 km au sud-ouest de Casablanca, dans la province d'El Jadida. Il se situe sur la commune rurale d'El Haouzia, entre les villes de El Jadida et Azemmour.
Il est aménagé par la société sud-africaine Kerzner International, la Caisse de Dépôt et de Gestion et la Société Maroco Emirati de Développement dans le cadre du plan azur. 
L'hôtel a été construit par la société belge Besix en collaboration avec Somagec, une société marocaine. L'aménagement intérieur de l'hôtel ainsi que les villas sont réalisées par DEPA Maroc. Il emploie plus de 1500 employés, à parité de femmes et d'hommes, venus du monde entier et exerçant 300 métiers différents.
Le golf a été construit par Grégori International.